# 엔오일-CoA 수화효소
엔오일-CoA 수화효소(ECH,Enoyl-CoA hydratase) 또는 크로토네이스(crotonase)는 기하 이성질체인 2- 트랜스 / 시스-엔오일-CoA에서 두 번째와 세 번째 탄소 사이의 이중 결합을 수화시키는 효소이다.
트랜스-Δ2-엔오일-CoA > L-β-하이드록시아실-CoA
시스-엔오일-CoA > D-β-하이드록시아실-CoA

## 같이 보기
- 아실-CoA 탈수소효소